# Тастін (Мічиган)
Тастін (англ. Tustin) — селище (англ. village) в США, в окрузі Осеола штату Мічиган. Населення — 270 осіб (2020).

## Географія
Тастін розташований за координатами 44°6′3″ пн. ш. 85°27′32″ зх. д. / 44.10083° пн. ш. 85.45889° зх. д. (44.100724, -85.458778).  За даними Бюро перепису населення США в 2010 році селище мало площу 1,00 км², уся площа — суходіл.

## Демографія
Згідно з переписом 2010 року, у селищі мешкало 230 осіб у 90 домогосподарствах у складі 59 родин. Густота населення становила 229 осіб/км².  Було 96 помешкань (96/км²).
Расовий склад населення:
| - 95,2 % — білих - 1,3 % — азіатів - 0,4 % — чорних або афроамериканців |

До двох чи більше рас належало 2,6 %. Частка іспаномовних становила 1,3 % від усіх жителів.
За віковим діапазоном населення розподілялося таким чином: 23,9 % — особи молодші 18 років, 63,5 % — особи у віці 18—64 років, 12,6 % — особи у віці 65 років та старші. Медіана віку мешканця становила 37,0 року. На 100 осіб жіночої статі у селищі припадало 101,8 чоловіків;  на 100 жінок у віці від 18 років та старших — 92,3 чоловіків також старших 18 років.
Середній дохід на одне домашнє господарство  становив 53 206 доларів США (медіана — 46 875), а середній дохід на одну сім'ю — 59 294 долари (медіана — 51 607). Медіана доходів становила 38 333 долари для чоловіків та 30 893 долари для жінок. За межею бідності перебувало 10,5 % осіб, у тому числі 20,0 % дітей у віці до 18 років та 5,9 % осіб у віці 65 років та старших.
Цивільне працевлаштоване населення становило 102 особи. Основні галузі зайнятості: виробництво — 35,3 %, освіта, охорона здоров'я та соціальна допомога — 32,4 %, роздрібна торгівля — 16,7 %, транспорт — 5,9 %.